# كريستوفر غانينغ
كريستوفر غانينغ (بالإنجليزية: Christopher Gunning)‏ هو ملحن بريطاني، ولد في 5 أغسطس 1944 في شلتنهام في المملكة المتحدة.

## وصلات خارجية
- الموقع الرسمي
- كريستوفر غانينغ على موقع IMDb (الإنجليزية)
- كريستوفر غانينغ على موقع ميوزك برينز (الإنجليزية)
- كريستوفر غانينغ على موقع ديسكوغز (الإنجليزية)
- كريستوفر غانينغ على موقع قاعدة بيانات الفيلم (الإنجليزية)